# De vijand (roman)
De vijand (originele Engelse titel: The Enemy) is een spionagethriller van de Britse auteur Desmond Bagley, voor het eerst uitgegeven in 1977. In 2001 werd het boek verfilmd met in de hoofdrollen Roger Moore, Luke Perry en Olivia d'Abo.

## Verhaal
Malcolm Jaggard noemt zichzelf econoom, maar werkt eigenlijk undercover voor de Britse inlichtingendienst. Hij is verloofd met geneticus Dr. Penelope Ashton en bracht een weekend door bij haar ouders toen haar zus werd aangevallen door een vreemdeling die zuur in haar gezicht gooide. Jaggard gebruikt zijn positie om de Ashtons door te lichten en ontdekt tot zijn verbazing dat de identiteit van haar vader, George Ashton, tot op het hoogste niveau geheim is. Hij is dan ook verrast wanneer zijn superieuren hem bevelen de Ashtons tegen elke prijs te beschermen tegen verdere aanvallen, zonder zijn eigen ware identiteit te onthullen, zelfs niet aan Penelope.